# Clemens Pausinger

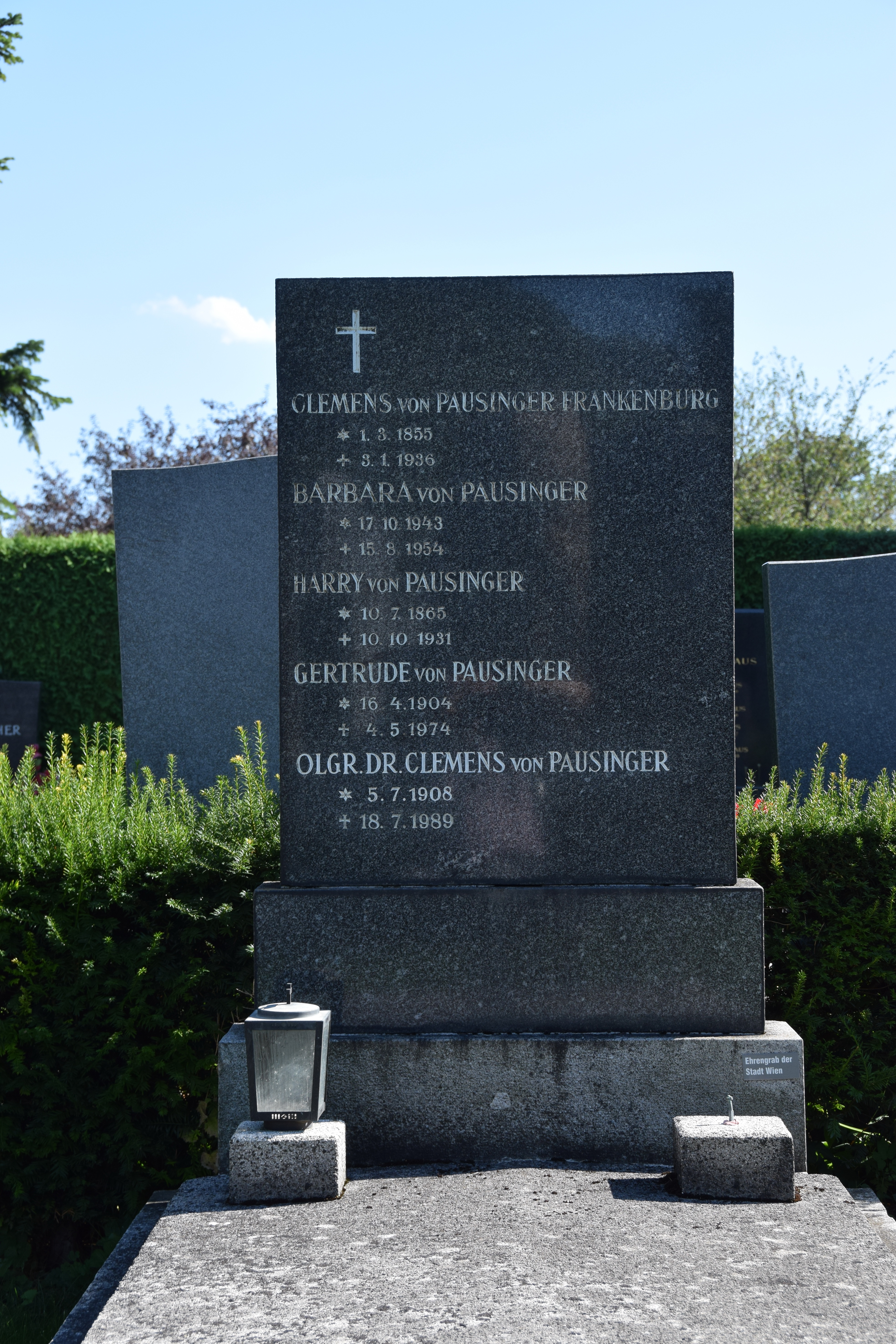
Ehrengrab von Clemens von Pausinger-Frankenburg und seinem Sohn Clemens Pausinger auf dem Hietzinger Friedhof

Clemens Pausinger (* 5. Juli 1908 in der Bretagne; † 18. Juli 1989) war ein Richter und Widerstandskämpfer gegen den Nationalsozialismus aus der Familie von Pausinger.

## Jugend und Ausbildung
Clemens von Pausinger wurde als Sohn des Malers Clemens von Pausinger-Frankenburg und Aemilia Bandiera de Prosperis in Frankreich geboren. Durch das Adelsaufhebungsgesetz lautete sein Name ab 1919 offiziell Clemens Pausinger. Er studierte in Innsbruck und Wien – aus wirtschaftlichen Gründen mit vielen Unterbrechungen – Rechtswissenschaften. 1931 bis 1934 gehörte er dem Studentenfreikorps der Heimwehr, der Vaterländischen Front und dem Freiwilligen Schutzkorps an. 1938 erlangte Pausinger den Doktortitel und schlug die Richterlaufbahn ein. Im selben Jahr trat er auch der NSDAP als Anwärter bei und hatte die Funktion eines Blockwarts.

## Widerstand im Nationalsozialismus
Seit Jänner 1942 diente Clemens Pausinger im Rang eines Unteroffiziers in einer Dolmetscherkompanie der Heeresvermessungsstelle in Wien, wo er Wilhelm Ritsch, Mitglied der Widerstandsgruppe Maier-Messner, kennenlernte. Sie waren sich in der Ablehnung des NS-Regimes einig. Gemeinsam stellten sie im Sommer 1943 mit einer Gummiwalze und einem mit Gaze bespannten Holzrahmen einen Abziehapparat her, womit sie Flugblätter vervielfältigten, die sie in der inneren Stadt von Wien verstreuten. Einer der Texte lautete:

„Wozu noch länger Krieg? An allen Fronten geht es zurück. Nur ein Wahnsinniger oder Verbrecher wie Hitler spricht noch vom Sieg. Das unabwendbare Ende kommt. Wozu noch tausende von Menschen opfern? Dies nur, um Hitler und seinem Verbrecherkreis ihr ohnehin verwirktes Leben noch um einige Tage zu verlängern? Weg mit dem Militärismus, der Schande unseres Jahrhunderts. Wir haben genug. Alle diese haben kein Recht mehr als Menschen behandelt zu werden. Sie muß die furchtbarste Vergeltung treffen. Es ist Zeit, uns selbst von dieser Tyrannei zu befreien. Durch weiteres Zögern würden auch wir jedes Recht verlieren, über unser Leben selbst zu bestimmen. Ohne Unterschied des Standes schließt Euch zusammen, zum gemeinsamen Ziele: Vernichtung Hitlers, des größten, fluchbeladenen Verbrechers aller Zeiten.“

Clemens Pausinger wurde im Frühjahr 1944 verhaftet und am 28. Oktober 1944 vom Volksgerichtshof wegen Vorbereitung zum Hochverrat und Feindbegünstigung zum Tode und zum Ehrenrechtsverlust auf Lebenszeit verurteilt. Der Verteidiger von Pausinger hatte vor Gericht die Zurechnungsfähigkeit Pausingers in Zweifel gezogen und laut seiner Mitverschwörerin Helene Legradi stand tatsächlich seine Psychiatrierung bevor, was ihm vermutlich das Leben rettete. Jedenfalls kam die Befreiung Wiens seiner Hinrichtung zuvor.

## Nach dem Krieg
Bald nach dem Krieg nahm Clemens Pausinger seine Richtertätigkeit wieder auf und wirkte mit an Prozessen gegen mutmaßliche Täter nationalsozialistischer Endphasenverbrechen. Er bereitete 1946 als Untersuchungsrichter das Verfahren gegen einige der Verantwortlichen des Massakers im Zuchthaus Stein vor, bei dem auch sein Mitverschworener Andreas Hofer erschossen worden war. 1948 war er Richter in einem Prozess gegen mutmaßliche Mittäter des Massakers von Rechnitz.
Von 7. bis 21. September 1947 fand im Landesgericht für Strafsachen Wien auf Anregung Clemens Pausingers eine Ausstellung statt, in der über 1000 Fotos ehemaliger Gestapo-Mitarbeiter zur Schau gestellt wurden. Daneben wurde ein Modell der Wiener Gestapoleitstelle im vormaligen Hotel Métropole mit nummerierten Verhör- und Hafträumen aufgestellt. Man erhoffte sich so von ehemaligen Gefangenen Hinweise über die genauen Vorgänge dort zu erhalten, um die schleppende Verfolgung und Ausforschung von Mitgliedern der Gestapo zu unterstützen. Die Ausstellung war derart gut besucht, dass die Bevölkerung gebeten wurde, um den Gerichtsbetrieb nicht zu behindern, nur Meldeblätter auszufüllen und von persönlicher Vorsprache in den Kanzleiräumen der Untersuchungsrichter abzusehen.
Clemens Pausinger ging weiter dem Richterberuf nach und ging als Oberlandesgerichtsrat in den Ruhestand. Er starb am 18. Juli 1989 und wurde am Friedhof Hietzing bestattet.

## Anmerkung
1. ↑  Der Geburtsort ist im Urteil des Volksgerichtshofes als Esternougat geführt, C. Turner vermutet, dass damit Saint Énogat in Dinard gemeint ist.

## Belege
1. ↑  DÖW (Hrsg.): Widerstand und Verfolgung in Tirol 1934–1945, Band 2. Österreichischer Bundesverlag, Wien 1984, ISBN 978-3-215-05369-6, S. 446.
2. ↑  Clemens von Pausinger: Zum 75. Geburtstag des bekannten Künstlers. In: Salzburger Chronik. Nr. 49. Salzburg 28. Februar 1930, S. 8 (Online auf ANNO – AustriaN Newspapers Online).
3. ↑  C. Turner: The Cassia Spy Ring in World War II Austria: A History of the OSS’s Maier-Messner Group. McFarland, Jefferson 2017, ISBN 978-1-4766-2991-9, S. 75 (eingeschränkte Vorschau in der Google-Buchsuche).
4. ↑  Volksgerichtshof: Urteile 5 H 96/44 – 5 H 100/44 und Urteilsbegründung. Wien 28. Oktober 1944, S. 1–30 (Online auf der Seite des DÖW [PDF; 7,6 MB] Nummerierungsfehler: Seiten 11 und 12 sind doppelt geführt).
5. ↑  Sie starben, damit wir leben können. Die Gruppe Dr. Maier. In: Der Neue Mahnruf. Band 5, Nr. 2, Februar 1952, S. 7 (Online auf ANNO).
6. ↑  Hellmut Butterweck: Nationalsozialisten vor dem Volksgericht Wien: Österreichs Ringen um Gerechtigkeit 1945–1955 in der zeitgenössischen öffentlichen Wahrnehmung. StudienVerlag, Innsbruck / Wien 2016, ISBN 978-3-7065-5480-0 (eingeschränkte Vorschau in der Google-Buchsuche – Name als Klemens Pausinger [sic!] geführt).
7. ↑  Zeugenverhör im Steiner Prozeß beendet. In: Wiener Zeitung. Nr. 193, 21. August 1946, S. 5 (Online auf ANNO).
8. ↑  Werner Drizhal: Der Kreuzstadl in Rechnitz. Österreichische Gewerkschaft der Privatangestellten, Druck, Journalismus, Papier, 12. September 2016, abgerufen am 7. Oktober 2017.
9. ↑  Gestapo-Ausstellung im Landesgericht für Strafsachen im Jahr 1947. Wiener Stadt- und Landesarchiv (Magistratsabteilung 8), archiviert vom Original (nicht mehr online verfügbar) am 15. Oktober 2017; abgerufen am 7. Oktober 2017.
10. ↑  Tausende Gestapohelfer werden gesucht. In: Wiener Zeitung. Band 240, Nr. 208. Wien 7. September 1947, S. 4 (Online auf ANNO).

| Personendaten    | Personendaten                                   |
| ---------------- | ----------------------------------------------- |
| NAME             | Pausinger, Clemens                              |
| ALTERNATIVNAMEN  | Pausinger, Clemens von (Geburtsname)            |
| KURZBESCHREIBUNG | österreichischer Richter und Widerstandskämpfer |
| GEBURTSDATUM     | 5. Juli 1908                                    |
| GEBURTSORT       | Bretagne, Frankreich                            |
| STERBEDATUM      | 18. Juli 1989                                   |